# 양패빅
양패빅은 양패가 걸린 빅수 또는 그 모양이다. 쌍방이 양쪽을 번갈아 따게 되어 서로 상대방의 돌을 잡을 수가 없으며 바둑규약에 따라 빅수로 처리된다.